# Isonomeutis
Isonomeutis is een geslacht van vlinders van de familie Copromorphidae, uit de onderfamilie Millieriinae.

## Soorten
- I. amauropa Meyrick, 1887
- I. restincta Meyrick, 1923